# 井筒八ッ橋本舗
株式会社井筒八ッ橋本舗（いづつやつはしほんぽ）は、京都府京都市右京区に本社を置く、八ツ橋などを製造・販売する企業である。

## 概要
銘菓「井筒八ツ橋」や、生八ッ橋「夕霧」「夕子」で知られる老舗和菓子店。
「井筒八ッ橋」は、1965年（昭和40年）の第16回全国菓子大博覧会にて、「井筒八ッ橋」が名誉総裁賞を受賞。1949年（昭和24年）に昭和天皇・皇后に提供された。
「夕霧」は、1947年（昭和22年）に5代目・佐兵衞が考案したつぶあん入りの生八ッ橋で、1957年（昭和32年）の第14回全国菓子大博覧会にて名誉大賞を受賞。
「夕子」は「夕霧」の姉妹品として、1970年（昭和45年）に発表されたつぶあん入り生八ツ橋で、1974年（昭和49年）に水上勉の小説『五番町夕霧楼』に因んで「夕子」と命名された。

## 沿革
- 1805年（文化2年）- 初代・津田佐兵衞が菓子や米、調味料を扱う店として創業。
- 1945年（昭和20年）- 八ツ橋を連続して自動で焼く機械の開発に成功。
- 1947年（昭和22年）- 歌舞伎銘菓「夕霧」誕生。
- 1949年（昭和24年）- 第一回八橋祭開催。
- 1960年（昭和35年）- 株式会社化。
- 1970年（昭和45年）-つぶあん入り生八ッ橋「夕子」誕生。
- 1994年（平成6年）- 井筒追分ビルを竣工。資本金を9000万円に増資。
- 2002年（平成14年）- 新北座竣工。
- 2005年（平成17年）- 小倉山二尊院に「小倉あん発祥の碑」建立。
- 2009年（平成21年）- 新光悦店、工事竣工。
- 2013年（平成25年）- 京極一番街リニューアル。

## 主な商品
- 井筒八ッ橋
- なま八ッ橋
- 夕子（つぶあん入り生八ッ橋）
- 歌舞伎銘菓 夕霧
- 生八ッ橋入り 井筒の三笠
- 東海道大名物 走り井餅